# Граф де Паредес-де-Нава

Герб муниципалитета Паредес-де-Нава, провинция Паленсия, автономное сообщество Кастилия-Леон.

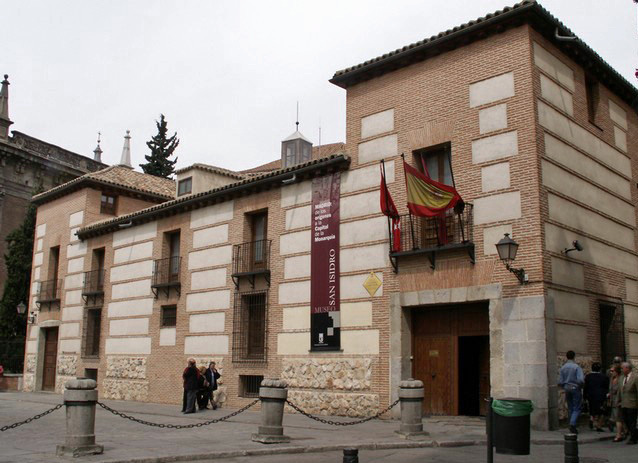
Паласио графов де Паредес-де-Нава в Мадриде. Сейчас там музей Сан-Исидро.

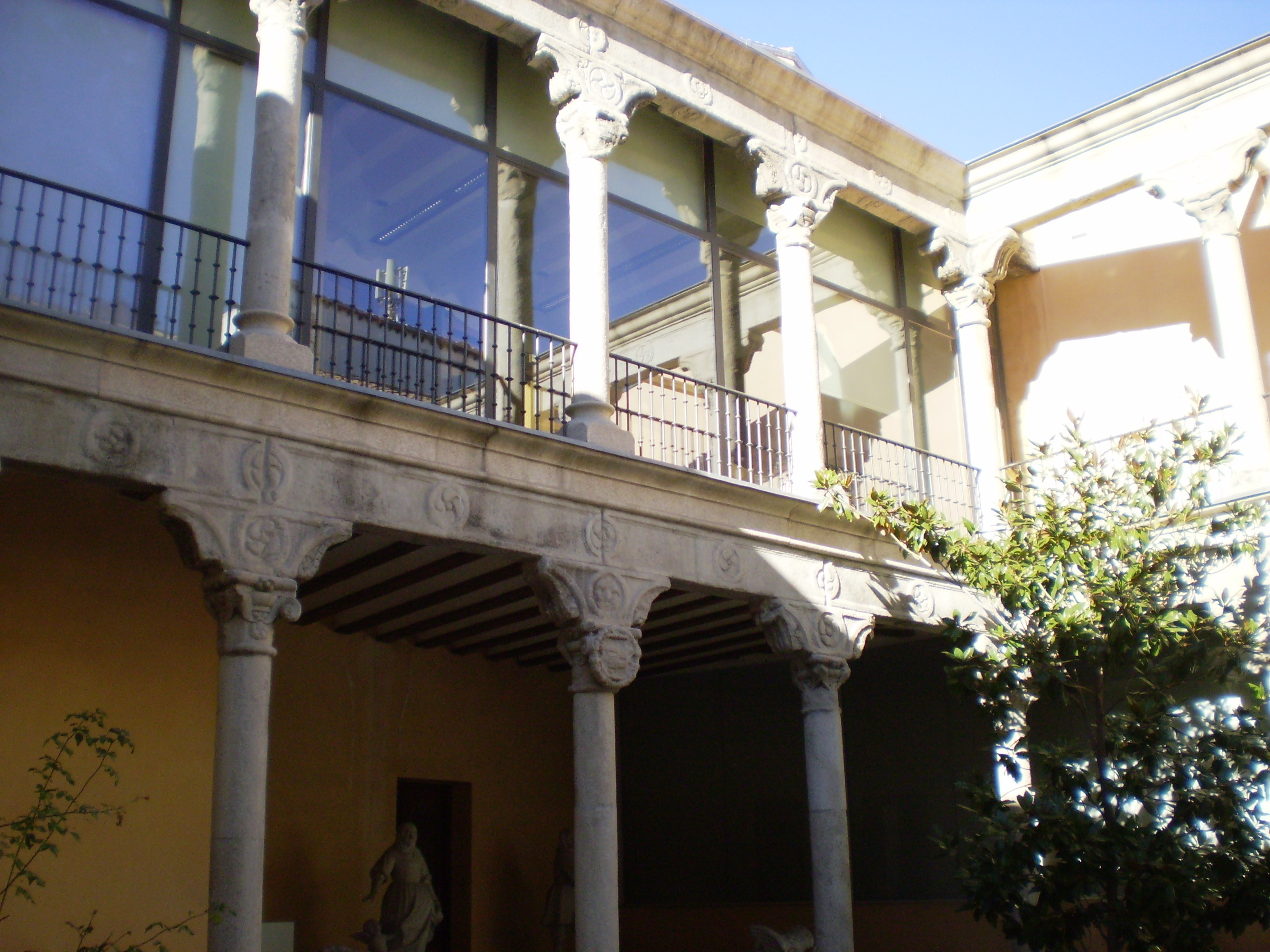
Двор дворца графов де Паредес-де-Нава в Мадриде.

Герб дома Манрике де Лара.

Герб муниципалитета Нахера, провинция Ла-Риоха, автономное сообщество Риоха.

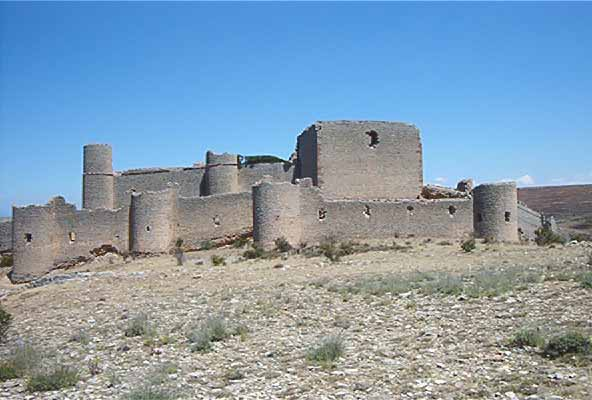
Замок Карасена, город Карасена, провинция Сория

Герб муниципалитета Фромиста, провинция Паленсия, принадлежавшего графам де Паредес-де-Нава.

Граф де Паредес-де-Нава — испанский дворянский титул. Он был создан 10 мая 1452 года королем Кастилии Хуаном II для Родриго Манрике де Лара и Кастилия (1406—1476), констебля Кастилии и магистра Ордена Сантьяго. Родриго Манрике получил во владение город Паредес-де-Нава в качестве компенсации за свой отказ от должности магистра Ордена Сантьяго.
Родриго Манрике был сыном Педро Манрике де Лары и Мендосы (1381—1440), 8-го сеньора де Амуско, и Леонор де Кастилия и Альбуркерке (1393—1470), дочери Фадрике де Кастилия и Понсе де Леон (1360—1394), 1-го герцога Бенавенте, который в сою очередь был внебрачным сыном короля Кастилии Энрике II Трастамары. Младший брат Родриго, Диего Гомес Манрике де Лара и Кастилия (1409—1458), был 9-м сеньором де Амуско и 1-м графом де Тревиньо.
Название графского титула происходит от названия муниципалитета Паредес-де-Нава, провинция Паленсия, автономное сообщество Кастилия-Леон.
7 мая 1678 года король Испании Карл II пожаловал титул грандессы Марии Инес Манрике де Лары и Манрике Энрикес, 10-й графини де Паредес-де-Нава.

## Графы де Паредес-де-Нава
|                                            | Титул                                                                       | Период                                     |
| Креация создана королем Кастилии Хуаном II | Креация создана королем Кастилии Хуаном II                                  | Креация создана королем Кастилии Хуаном II |
| ------------------------------------------ | --------------------------------------------------------------------------- | ------------------------------------------ |
| I                                          | Родриго Манрике де Лара и Кастилия (1406—1476)                              | 1452-1476                                  |
| II                                         | Педро Манрике де Лара и Фигероа (1435—1481)                                 | 1476-1481                                  |
| III                                        | Родриго Манрике де Лара и Акунья (ок.1480 — 1536)                           | 1481-1536                                  |
| IV                                         | Педро де Манрике де Лара и Фахардо (ок.1500 — 1539)                         | 1536-1539                                  |
| V                                          | Антонио Манрике де Лара и Манрике де Лара                                   | 1539-1571                                  |
| VI                                         | Инес Манрике де Лара и Манрике де Лара (1543—1583)                          | 1571-1583                                  |
| VII                                        | Антонио Манрике де Лара и Манрике де Акунья (1563—1588)                     | 1583-1588                                  |
| VIII                                       | Педро Манрике де Лара и Манрике де Акунья                                   | 1588-1636                                  |
| IX                                         | Мануэль Манрике де Лара и Манрике де Акунья (ок. 1570—1626)                 | 1636-1626                                  |
| X                                          | Мария Инес Манрике де Лара и Манрике Энрикес                                | 1626-1679                                  |
| XI                                         | Мария Луиза Манрике де Лара и Гонзага (1649—1721)                           | 1679-1721                                  |
| XII                                        | Хосе Мария де ла Серда и Манрике де Лара (1683—1728)                        | 1721-1728                                  |
| XIII                                       | Исидро Мануэль де ла Серда и Тельес-Хирон (1712—1752)                       | 1728-1752                                  |
| XIV                                        | Мария Исидра де ла Крус де ла Серда и Гусман (1742—1811)                    | 1752-1811                                  |
| XV                                         | Диего Исидро де Гусман и де ла Серда (1776—1849)                            | 1811-1849                                  |
| XVI                                        | Мария дель Пилар де Гусман и де ла Серда и Фернандес де Кордова (1811—1901) | 1849-1901                                  |
| XVII                                       | Хуан де Савала и Гусман                                                     | ? — 1910                                   |
| XVIII                                      | Луис де Савала и Гусман (1853—1915)                                         | 1910-1915                                  |
| XIX                                        | Мария дель Пилар де Савала и Гусман (1840—1915)                             | 1915                                       |
| XX                                         | Тринидад Гарсия-Санчо и Савала (1866-)                                      |                                            |
| XXI                                        | Мария дель Пилар Гарсия-Санчо (1864—1916)                                   | 1916                                       |
| XXII                                       | Хуан Травеседо и Гарсия-Санчо (1890—1965)                                   |                                            |
| XXIII                                      | Хосе Мария Травеседо и Мартинес де лас Ривас (1924—1993)                    |                                            |
| XXIV                                       | Хуан Травеседо и Колон де Карвахаль (1949—2003)                             | 1993-2003                                  |
| XXV                                        | Хайме Травеседо и Хулия (род. 1977)                                         | 2003 — настоящее время                     |

## История графов де Паредес-де-Нава
- Родриго Манрике де Лара и Кастилия (1406—1476), 1-й граф де Паредес-де-Нава.

1. Супруга — Менсия де Фигероа, дочь Гомеса Суареса де Фигероа, сеньора де Сафра, Ферия, Олива, Валенсия и т. д. сестра Лоренсо II Суареса де Фигероа, 1-го графа де Ферия, и Эльвиры Лассо де ла Вега, дочери Диего Уртадо де Мендосы, брата Иньиго Лопеса де Мендоса, 1-го маркиза де Сантильяна.
2. Супруга — Беатрис де Гусман, дочь Диего Уртадо де Мендосы, 1-го сеньора де Каньете, сеньора де ла Ольмеда, и его второй жены, Терезы де Гусман (брак был бездетным).
3. Супруга — Эльвира де Кастаньеда, дочь Педро Лопеса де Айялы, 1-го графа де Фуэнсалида, и Марии де Сильвы, сестры Хуана де Сильвы и Менесеса, 1-го графа де Сифуэнтес. Ему наследовал его сын от первого брака:

- Педро Манрике де Лара и Фигероа (? — 1481), 2-й граф де Паредес-де-Нава, сеньор ряда вилл: Вильяверде, Вильяпаласиос, Котильяс, Риопар и Бьенсервида в Сьерра-де-Алькарас

1. Супруга — Леонор де Акунья († 1501), дочь Педро де Акуньи, 1-го графа де Буэндиа, и Инес де Эррера. Ему наследовал их сын:

- Родриго Манрике де Лара и Акунья (? — 1536), 3-й граф де Паредес-де-Нава.[1]

1. Супруга — Изабель Фахардои Манрике.
2. Супруга — Анна де Хаэн. Ему наследовал его сын от первого брака:

- Педро Манрике де Лара и Фахардо (? — 1579), 4-й граф де Паредес-де-Нава.

1. Супруга — Инес Манрике де Лара, дочь Луиса Манрике де Лары и де Аламада-Норонья, 2-го маркиза де Агилар-де-Кампоо, 4-го графа де Кастаньеда, и Анны Пиментель Энрикес, сестры 1-го графа де Тавара. Ему наследовал их сын:

- Антонио Манрике де Лара и Манрике де Лара (? −1571), 5-й граф де Паредес-де-Нава, сеньор де Вильяверде, Вильяпаласиос, Котильяс, Риопар и Бьенсервида.

1. Супруга — Анна Манрике де Лара, дочь Хуана Фернандеса Манрике де Лара, 3-го маркиза де Агилар-де-Кампоо, 5-го графа де Кастаньеда, и Марии де Сандоваль, дочери Бернардо де Сандоваля и Рохаса, графа де Кастрохерис, 2-го маркиза де Дения, 2-го графа де Лерма.[2]
2. Супруга — Гиомар Манрике, дочь Антонио Манрике де Лары, 2-го герцога де Нахера, 3-го графа де Тревиньо, 11-го сеньора де Амуско, и Хуаны Фольк де Кардона, дочери Хуана Рамона Фолька де Кардоны, 5-го графа де Кардона и 1-го герцога де Кардона.
3. Супруга — Франсиска де Сандоваль и Рохас, дочь Луиса де Сандоваля и Рохаса, 3-го маркиза де Дения, 3-го графа де Лерма, и марии Энрикес де Карденас, сестры Диего де Карденаса и Энрикеса, 1-го герцога де Македа. Ему наследовала его дочь от второго брака:

- Инес Манрике де Лара и Манрике (? — 1583), 6-я графиня де Паредес-де-Нава.

1. Супруг — кузен Энрике Манрике де Акунья, сын Хуана Эстебана Манрике де Лара, 3-го герцога де Нахера, 4-го графа де Тревиньо, графа де Валенсия-де-Дон-Хуан, 12-го сеньора де Амуско, и Луизы де Акунья, 5-й графини де Валенсия-де-Дон-Хуан. Ей наследовал их сын:

- Антонио Манрике де Лара и Манрике де Акунья (1563—1588), 7-й граф де Паредес-де-Нава, погиб в возрасте 25 лет, участвуя в войне против Англии. Не женат и бездетен. Ему наследовал его младший брат:

- Педро Манрике де Лара и Манрике де Акунья (1567—1636), 8-й граф де Паредес-де-Нава, 14-й сеньор де Амуско и Редесилья.

1. Супруга — Каталина Фернандес де Кордова (брак бездетный). Ему наследовал его брат:

- Мануэль Манрике де Лара и Манрике де Акунья (? — 1626), 9-й граф де Паредес-де-Нава.

1. Супруга — Луиза Манрике Энрикес. Ему наследовала их дочь:

- Мария Инес Манрике де Лара (? — 1679), 10-я графиня де Паредес-де-Нава.

1. Супруг — Веспасиано Гонзага, сын Чезаре II Гонзаги, 2-го графа де Гвасталла, 5-го принца ди Мольфета, 5-го графа ди Джовинаццо, графа ди Марильяно и 6-го графа ди Кампобассо. Ей наследовала их дочь:

- Мария Луиза Манрике де Лара и Гонзага[исп.], также известна как Мария Луиза Гонзага и Лухаг (1649—1729), 11-я графиня де Паредес-де-Нава, принцесса Священной Римской империи.

1. Супруг — Томас де ла Серда и Арагон[исп.] (1638—1682), 3-й маркиз де ла Лагуна-де-Камеро-Вьехо, сын Антонио Хуана де ла Серды и Толедо, 7-го герцога де Мединасели, 6-го маркиза де Когольюдо, 2-го маркиза де ла Лагуна-де-Камеро-Вьехо, 6-го графа дель Пуэрто-де-Санта-Мария, и Анны Франсиски Портокарреро, 3-й маркизы де Алькала-де-ла-Аламеда, баронессы де Антелья, 5-й герцогини де Алькала-де-лос-Гасулес, 8-й маркизы де Тарифа, 10-й графини де лос Моларес. Ей наследовал их сын:

- Хосе Мария де ла Серда и Манрике де Лара (1683—1728), 12-й граф де Паредес-де-Нава, 4-й маркиз де ла Лагуна-де-Камеро-Вьехо.

1. Супруга — Мануэла Мария Тельес-Хирон и Бенавидес, дочь Гаспара Тельес-Хирон и Сандоваль, 5-го герцога де Осуна, 5-го маркиза де Пеньяфьель, 9-го графа де Уренья, и Анны де Бенавидес Карильо и Толедо, 6-й маркизы де Фромиста, 4-й маркизы де Карасена и графини де Пинто. Ему наследовал их сын:

- Исидро Мануэль де ла Серда и Тельес-Хирон (1712 — ?), 13-й граф де Паредес-де-Нава, 5-й маркиз де ла Лагуна-де-Камеро-Вьехо, 5-й маркиз де Карасена.

1. Супруга — Тереза Мария де Гусман и Гевара, дочь Себастьяна Спинолы Энрикеса (1683—1757), 5-го маркиза де Монтеалегре, 6-го маркиза де Кинтана-дель-Марко, графа де Кастронуэво, графа де лос Аркос, и Мельчоры Велес Ладрон де Гевары и Линь, дочери Иньиго Мануэля Велеса Ладрона де Гевары и Тассиса, 10-го графа де Оньяте, 2-го маркиза де Гевара, 2-го графа де Кампо-Реаль, 4-го графа де Вильямедьяна. Ему наследовала их дочь:

- Мария Исидра де ла Крус де ла Серда и Гусман (1742—1811), 14-я графиня де Паредес-де-Нава, 18-я герцогиня де Нахера (после смерти в 1780 году Антонио Понсе де Леона, 17-го герцога де Нахера), 6-я маркиза де ла Лагуна-де-Камеро-Вьехо.

1. Супруг — Диего Вентура де Гусман и Фернандес де Кордова[исп.] (1738—1805), 13-й граф де Оньяте, 8-й граф де Вильямедьяна, 17-й маркиз Агилар-де-Кампоо, 7-й маркиз де Монтеалегре, 8-й граф де лос Аркос, 8-й маркиз де Кинтана-дель-Марко, 5-й маркиз де Гевара, 6-й граф де Кампо-Реаль, граф де Аньовер-де-Тормес, граф де Кастаньеда, 11-й граф де Вильялумбросо, 8-й граф де Кастронуэво, сын Хосе де Гусмана и Гевары, 6-го маркиза де Монтеалегре, маркиза де Кинтана-дель-Марко, 7-го графа де Кастронуэво, графа дел лос Аркос, 12-го графа де Оньяте, графа де Вильямедьяна, графа де Кампо-Реаль, 4-го маркиза де Гевара, и Марии Феличи Фернандес де Кордовы и Спинолы, дочери Николаса Марии Фернандеса де Кордовы и Фигероа, 10-го герцога де Мединасели, 9-го маркиза де Прьего, и Херонимы Спинолы де ла Серды, 4-й маркизы де лос Бальбасес. Ей наследовал их сын:

- Диего Исидро де Гусман и де ла Серда[исп.] (1776—1849), 15-й граф де Паредес-де-Нава, 19-й герцог де Нахера, 7-й маркиз де ла Лагуна-де-Камеро-Вьехо, 8-й маркиз де Монтеалегре, 9-й маркиз де Кинтана-дель-Марко, 9-й граф де Кастронуэво, 9-й граф де лос Аркос, 14-й граф де Оньяте, 9-й граф де Вильямедьяна, 7-й граф де Кампо-Реаль, 6-й маркиз де Гевара, 18-й маркиз Агилар-де-Кампоо, 17-й граф де Тревиньо, граф де Кастаньеда, граф де Валенсия-де-Дон-Хуан.

1. Супруга — Мария дель Пилар де ла Серда и Марин де Ресенде, дочь Хосе Марии де ла Серды и Сернесио, 5-го графа де Парсент, и Марии дель Кармен Марин де Ресенде и Фернандес де Эредия, 5-й графини де Бурета.
2. Супруга — Мария Магдалена Кабальеро и Террерос.

- Мария дель Пилар де Гусман де ла Серда и Фернандес де Кордова де Марин де Ресенде (1811—1901), 16-я графиня де Паредес-де-Нава, 24-я герцогиня де Нахера, 12-я маркиза де Монтеалегре, 18-я графиня де Оньяте, 19-я графиня де Тревиньо, 8-я маркиза де Гевара.

1. Супруг — Хуан Савала и де ла Пуэнте (1804—1879), 1-й маркиз де Сьерра-Бульонес, 3-й маркиз де ла Пуэнте и Сотомайор, 5-й маркиз де Торребланка, 6-й граф де Вильясеньор, сын Педро Хосе де Савал и Браво дель Риберо, 7-го маркиза де Сан-Лоренсо-дель-Вальеумбросо, и Марии де ла Пуэнте и Браво де Лагунас, 4-й маркизы де Торребланка, 2-й маркизы де ла Пуэнте и Сотомайор, 5-й графини де Вильясеньор. Ей наследовал их старший сын:

- Хуан де Савала и Гусман (1844—1910), 17-й граф де Паредес-де-Нава, 25-й герцог де Нахера, 13-й маркиз де Монтеалегре, 19-й граф де Оньяте, 20-й граф де Тревиньо, 2-й маркиз де Сьерра-де-Бульонес, 11-й маркиз де Кинтана-дель-Марко, 9-й граф де Кастронуэво.

1. Супруга — Каролина Сантамарка и Донато (брак бездетный). Ему наследовал его младший брат:

- Луис де Савала и Гусман (1853—1915), 18-й граф де Паредес-де-Нава, 26-й герцог де Нахера, 14-й маркиз де Монтеалегре, 20-й граф де Оньяте, 18-й маркиз Агилар-де-Кампоо, 9-й граф де Кампо-Реаль, 9-й граф де Кастаньеда, 3-й маркиз де Сьерра-де-Бульонес.

1. Супруга — Гильермина Эредия и Баррон (брак бездетен). Ему наследовала его сестра:

- Мария дель Пилар де Савала и Гусман (1840—1915), 19-я графиня де Паредес-де-Нава, 27-я герцогиня де Нахера, 20-я маркиза де Агилар-де-Кампоо, 4-я маркиза де Сьерра-Бульонес, 20-я графиня де Оньяте, 10-я графиня де Кастаньеда, 21-я графиня де Тревиньо, 6-я маркиза де Торребланка, 9-я маркиза де Гевара

1. Супруг — Вентура Гарсия-Санчо и Ибаррондо (1837—1914), 1-й граф де Консуэгра. Ей наследовала их дочь:

- Тринидад Гарсия-Санчо и Савала (1866 — ?), 20-я графиня де Паредес-де-Нава, племянница 18-го графа де Паредесе-де-Нава

1. Супруг — Хуан Диас Бустаманте и Кампусано, маркиз де Эррера (брак был бездетным). Ей наследовал её племянник, сын Марии дель Пилар Гарсия-Санчо и Савала (1864—1916), 27-й герцогини де Нахера, 21-й графини де Оньяте, 21-й маркизы де Агилар-де-Кампоо, 7-й маркизы де Торребланка, 22-й графини де Тревиньо, 11-й графини де Кастаньеда, 5-й маркизы де Сьерра-Бульонес, 2-й графини де Консуэгра, и Леопольдо де Травеседо и Фернандес-Касарьего:

- Хуан Баутиста де Травеседо и Гарсия-Санчо (1890—1965), 21-й граф де Паредес-де-Нава, 18-й герцог де Нахера, 22-й маркиз Агилар-де-Кампоо, 10-й граф де Кампо-Реаль, 22-й граф де Оньяте, 14-й маркиз де Кинтана-дель-Марко, 8-й маркиз де Торребланка, 23-й граф де Тревиньо, граф де Кастронуэво.

1. Супруга — Мария дель Кармен Мартинес де ла Ривас и Ричардсон (род. 1899), дочь Мигеля Хосе Мартина Мартинеса де Лехарса и де лас Ривас, 4-го маркиза де Мудела, и Марии Ричардсон О’Коннор. Ему наследовал их сын:

- Хосе Мария де Травеседо и Мартинес де Ривас (1924—1993), 22-й граф де Паредес-де-Нава, 6-й маркиз де Сьерра-Бульонес, 23-й граф де Оньяте, 24-й граф де Тревиньо, 11-й граф де Кампо-Реаль, 4-й граф де Консуэгра.

1. Супруга — Мария Эулалия Колон де Карвахаль и Марото, дочь Рамона Колона де Карвахаля и Уртадо де Мендосы, 16-го герцога де Верагуа, и Марии Эулалии Марото и Перес дель Пульгар. Ему наследовал их сын:

- Хуан де Травеседо и Колон де Карвахаль (1949—2003), 23-й граф де Паредес-де-Нава, 30-й герцог де Нахера, 24-й граф де Оньяте, трижды гранд Испании, 15-й маркиз де Кинтана-дель-Марко, 25-й граф де Тревиньо, 5-й граф де Консуэгра, граф де Кампо-Реаль.

1. Супруга — Анна Мария Хулия и Диес де Ривера, дочь Камило Хулия де Бакарди, папского маркиза де Хулия, и Марии де лос Долорес Диес де Ривера, 7-й графини де Альмодовар. Ему наследовал один из его сыновей:

- Хайме Травеседо и Хулия (род. 1977), 6-й граф де Консуэгра и 24-й граф де Паредес-де-Нава, гранд Испании.